# Белое рабство
«Белое рабство» (англ. white slavery) — в англоязычных странах термин означал неволю европейцев и выходцев из Европы вне зависимости от природы рабства, но в основном в отношении принудительной проституции.

## История
Словосочетание «белое рабство» употреблялось с начала XX века, «когда большинство стран тогдашней Европы подписало в 1904 году в Париже Международный договор, направленный на борьбу с этим явлением»:

В то время особое внимание уделялось женщинам из Великобритании, которых принуждали к проституции в странах континентальной Европы. Позже этот термин распространился на общее понятие торговли живым товаром.

Только в 1985 году британский парламент скорректировал законодательство, согласно которому насильным считалось сожительство лишь с теми, кому нет 13 (возраст согласно новому закону 16 лет).
В историческом контексте словосочетание употреблялось в отношении наложниц из Европы в турецких гаремах, а также берберской работорговли XVI—XVIII вв.
В начале XX века термин употреблялся в отношении европейских девушек, которые работали в борделях Чикаго.
Согласно данным ЦРУ, в начале XXI века в мире было приблизительно 27 миллионов рабов:

Каждый год продаются несколько миллионов людей. Транснациональные криминальные организации только на нелегальном бизнесе с женщинами и девочками получили доход в 7 миллиардов долларов США. В эпоху глобализации торговля людьми развивается и распространяется столь же широко как наркотики или контрабанда алкоголем. Человеческая ценность — доза наркотика, бутылка алкоголя или цена козы… В условиях сегодняшней глобализации, в криминологическом контексте, особая и крайне тяжелая проблема — возрождение торговли людьми и реанимация рабства, приобретает новые очертания и виды. Намного сложнее, чем это было в XVII—XIX веках. Это кажется особенно ужасающе, когда новое содержание и значение приобретают всеобщие права человека, совершенствуются механизмы их защиты, образуются и функционируют новые институты защиты прав человека (омбудсмены, Европейский суд по правам человека и т. п.).

## Альтернативные формы
Существует и альтернативная (принудительной проституции) форма рабства:

Работорговля также может принимать такие формы как, например, похищение детей и их призыв в государственные вооруженные силы или повстанческие армии, использование женщин и детей в качестве домашней прислуги, работающей на кабальных условиях, использование детей в качестве уличных воришек и т. д.